# Arrondissement Mantes-la-Jolie
Arrondissement Mantes-la-Jolie (fr. Arrondissement de Mantes-la-Jolie) je správní územní jednotka ležící v departementu Yvelines a regionu Île-de-France ve Francii. Člení se dále na osm kantonů a 117 obcí.

## Kantony
- Aubergenville
- Bonnières-sur-Seine
- Guerville
- Houdan
- Limay
- Mantes-la-Jolie
- Mantes-la-Ville
- Meulan